# Asphadastis cryphomycha
Asphadastis cryphomycha är en fjärilsart som beskrevs av Edward Meyrick 1934. Asphadastis cryphomycha ingår i släktet Asphadastis och familjen Crambidae. Inga underarter finns listade i Catalogue of Life.